# Eremastrella
Eremastrella is een botanische naam voor een geslacht van korstmossen behorend tot de familie Psoraceae. De typesoort is Eremastrella tobleri.

## Soorten
Het geslacht bestaat volgens Index Fungorum uit de volgende een soort (peildatum maart 2023):
| Soortnaam            | Auteur(s) | Publicatiejaar |
| -------------------- | --------- | -------------- |
| Eremastrella tobleri | S. Vogel  | 1955           |